# Parkinsoniidae
Famille
Les Parkinsoniidae sont une famille fossile d'Ammonites de l'ordre fossile des Ammonitida.

## Classification
La famille des Parkinsoniidae est décrite en 1920 par le paléontologue et stratigraphe britannique Sydney Savory Buckman (1860-1929). 

### Fossiles
Selon Paleobiology Database en 2024, le nombre de collections de fossiles référencées est soixante-cinq.
Ces collections sont toutes Bajocien du Jurassique moyen à l'Oxfordien du Jurassique supérieur, soit donc datées de 170,3 à 155,7 Ma avant notre ère,.

### Répartition
Ces collections de fossiles viennent d'Argentine (une collection), de France (cinq), d'Allemagne (quatre), d'Iran (une), de Madagascar (quatre), de Pologne (quatre), de Russie (trente-quatre), du Turkménistan (cinq), du Royaume-Uni (une), de l'Ouzbékistan (cinq).

### Genre type:?!
Selon Paleobiology Database en 2024, le genre type serait Parkinsonia, mais ce genre appartient aussi à la sous-famille des Parkinsoniinae, de la famille des Stephanoceratidae.

## Sous-famille et genres
Selon Paleobiology Database en 2024, cette famille a une seule sous-famille : Parapatoceratinae Buckman, 1926 avec cinq genres et onze genres sans sous-famille :
- †Bigotites ?
- †Caumontisphinctes ?
- †Djanaliparkinsonia Kutuzova, 1975
- †Epistrenoceras ?
- †Haselburgites Buckman, 1920
- †Hemigarantia ?
- †Medvediceras Nikolaeva, 1967
- †Okribites ?
- †Oraniceras ?
- †Parapatoceratinae Buckman, 1926
  - †Acuariceras ?
  - †Acuarites Schindewolf, 1963
  - †Metapatoceras Schindewolf, 1963
  - †Paracuariceras Schindewolf, 1963
  - †Parapatoceras ?
- †Pseudocosmoceras ?
- †Strenoceras Hyatt, 1900[1]